# Arachnactis sibogae
Espèce
Arachnactis sibogae est une espèce de cnidaires de la famille des Arachnactidae.

## Systématique
Le nom valide complet (avec auteur) de ce taxon est Arachnactis sibogae McMurrich, 1910.